# Танич, Михаил Исаевич
Михаи́л Иса́евич Та́нич (настоящее имя — Михаи́л Исаа́кович Танхиле́вич; 15 сентября 1923, Таганрог, Донецкая губерния — 17 апреля 2008, Москва) — советский и российский поэт-песенник, музыкальный продюсер; народный артист Российской Федерации (2003). 

## Биография

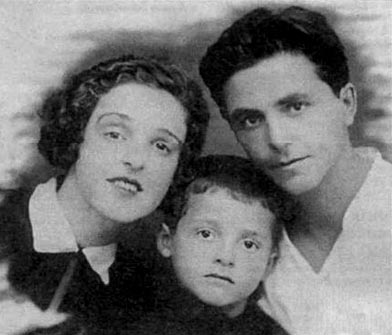
Миша Танхилевич с родителями Мариной Борисовной и Исааком Самойловичем, конец 1920-х годов

Михаил Танхилевич родился 15 сентября 1923 года в Таганроге в еврейской семье. «Дед по отцу был набожным евреем-ортодоксом… Он постоянно молился…». Существовала семейная легенда о том, что дед хорошо знал Шолом-Алейхема и «будто бы именно у него во время погромов в Одессе сгорела доверенная на хранение библиотека уехавшего в Штаты писателя». Михаил учился в таганрогской средней школе № 10. Очень любил футбол, который, по словам поэта, для него «был всем — и гоголь-моголем, и сказкой Арины Родионовны».

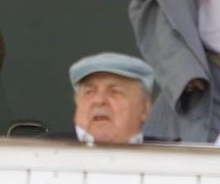
Танич на футболе (2007)

Отец Михаила Танича — Исаак Самойлович Танхилевич (при рождении Ицхок Шмуйлович Танхелевич; 26 октября 1901 — 6 октября 1938), уроженец Одессы — был красноармейцем во время Гражданской войны, в девятнадцать лет стал заместителем начальника мариупольской ЧК, затем, окончив Петроградский институт коммунального хозяйства, — начальником управления коммунального хозяйства Таганрога; расстрелян по сталинским спискам с обвинением в хищении социалистической собственности в особо крупном размере. Дед со стороны отца — погостский Игуменского уезда мещанин Шмуйло Сролевич Танхелевич, бабушка — Фейга Танхелевич.
Мать — Марина Борисовна Траскунова (при рождении Эсфирь-Шифра Боруховна; 22 апреля 1902 — 1976), начальник планового отдела в издательстве «Таганрогская правда», была арестована как ЧСИР, и четырнадцатилетний Михаил поселился в Ростове-на-Дону у другого деда, её отца — бывшего главного бухгалтера металлургических заводов Мариуполя и екатеринославского мещанина Боруха (Бориса) Давидовича Траскунова (1868—1943); бабушка со стороны матери — мариупольская мещанка Нехама Мордуховна (Нехама-Анна Марковна) Траскунова (в девичестве Гринберг, 20 мая 1874 — 18 мая 1920). 

### Молодость, война, репрессии
Аттестат о среднем образовании Танич получил 22 июня 1941 года. С началом Великой Отечественной войны эвакуировался с семьёй матери, в том числе дедом, на Северный Кавказ, оттуда в Тбилиси. Член ВЛКСМ с 1942 года. Учился в Тбилисском артиллерийском училище, однако как сын репрессированного получил вместо лейтенантского звания лишь старшего сержанта. С июня 1944 года в действующей армии, с августа 1944 года — командир орудия в составе 168-го истребительно-противотанкового артиллерийского полка 33-й отдельной Черкасской истребительно-противотанковой артиллерийской бригады на 1-м Прибалтийском и 1-м Белорусском фронтах. Прошёл путь от Белоруссии до Эльбы. 27 декабря 1944 года был ранен; по словам самого Танича, едва не был похоронен заживо в братской могиле после тяжёлой контузии. За боевые отличия награждён орденом Красной Звезды (приказ 92-го стрелкового корпуса от 29 января 1945 года № 06) и орденом Славы III степени (приказ войскам 51-й армии от 19 мая 1945 года № 129/н).
В наградном листе с представлением к награждению орденом Красной Звезды от 18 января 1945 года указывалось: «В бою за Клауспуссен 12.01.45 г. орудие сержанта Танхилевич под сильным артиллерийским огнём пр-ка уничтожило 2 пулемётные точки и 2 блиндажа. В оборонительных боях при Приэкуле 27.12.44 г., когда весь расчёт Танхилевича вражеским снарядом был выведен из строя, командир орудия Танхилевич, несмотря на ранение и контузию, не оставил орудия, покамест не была оказана помощь всем пострадавшим, уйдя от орудия последним…»
В наградном листе с представлением к награждению орденом Славы III степени от 12 февраля 1945 года указывалось: «…26.01.45 г., поддерживая пехоту, расчёт находился в штурмовой группе прорыва обороны пр-ка, находясь в боевых порядках пехоты. Расчёту была поставлена задача — разбить ДЗОТ, мешающий продвижению вперёд. Орудие тов. Танхилевича было выдвинуто на 150 м от ДЗОТ’а. Огневая точка была уничтожена. Во время боя был убит к-р взвода, тов. Танхилевич принял на себя командование и выполнил поставленную задачу взвода».
В городе Бернбурге, вскоре после Победы, 21-летний Михаил познакомился с молодой немкой Эльфридой Лане. Он на ней не женился, хотя закон, запрещающий браки с иностранцами, и был принят лишь двумя годами позднее. В начале 1980-х, приехав в ГДР, хотел встретиться с Эльфридой, но та жила в ФРГ. Танич встретился с её тётей, бывшей владелицей того ресторана, где он и познакомился с Эльфридой; тёте он подарил пластинку с песнями на свои стихи.
После окончания войны поступил в Ростовский инженерно-строительный институт, окончить который не успел, поскольку в 1947 году был арестован по статье 58-10 УК РСФСР («антисоветская агитация»). В дружеской компании он сказал, что немецкие радиоприёмники и автострады лучше советских; один из услышавших это донёс на него. Танич же был «полон надежд и планов, просто здоровья, впереди — вся жизнь с её тысячей вариантов». В тюрьме, а потом в лагере (в районе Соликамска, в ту пору — Молотовская область) Танич провёл полученные им шесть лет, работая на лесоповале. Затем имел 3 года поражения в правах.
Через много лет он признался в телеинтервью: «Я отсидел 6 лет в одном из самых жутких сталинских лагерей за какую-то ерунду, за анекдот, слово».

### Творческая деятельность
После освобождения жил на Сахалине и работал мастером в «Строймехмонтаже». Не будучи реабилитированным, не мог поселиться в Москве, хотя там жил его двоюродный брат. Публиковал в местной прессе свои стихи под фамилией Танич.
Быстро развёлся с первой женой Ириной, которая, по его признанию, не ждала его, как Пенелопа, пока он «мотал свой лесоповальный срок». В тридцать три года женился на восемнадцатилетней Лидии Козловой, с которой познакомился на вечеринке, посвящённой празднику 7 ноября. Она спела под гитару, подобрав подходящие мелодии, две песни на его стихи, назвав «нашим поэтом» и понятия не имея, что автор находится рядом.
Тогда же, в 1956 году, Танич был реабилитирован. Супруги переехали в Орехово-Зуево, а через некоторое время — в Железнодорожный. Первый сборник стихов вышел в 1959 году. В начале 1960-х стала очень популярной его песня, написанная в соавторстве с композитором Яном Френкелем — «Текстильный городок», которую исполняли Раиса Неменова, Майя Кристалинская. С Френкелем Танич встретился в коридоре «Московского комсомольца». Танич писал, что не знает, как сложилась бы его судьба без этой встречи. В дальнейшем нашёл и других соавторов-композиторов, среди которых были Никита Богословский, Аркадий Островский, Оскар Фельцман, Эдуард Колмановский, Владимир Шаинский, Вадим Гамалия. Совместно с Юрием Саульским поэт написал шлягер «Чёрный кот», ставший своеобразной визитной карточкой Танича (чёрный кот фигурирует в видеоклипах «Я куплю тебе дом» группы «Лесоповал» и «Узелки» Алёны Апиной). Вместе с Левоном Мерабовым Танич написал песню «Робот», с которой дебютировала на радио совсем ещё юная Алла Пугачёва.
Как вспоминает вдова поэта Лидия Козлова, когда после прослушивания Юрия Антонова в Союзе композиторов его подвергли «мощной обструкции маститые композиторы тех лет», присутствовавший при этом Танич не выдержал и сказал: «Что же вы издеваетесь над человеком? Его песни поёт вся страна, а вы пытаетесь изобразить его бездарным! Ну, если вы такие умные, сядьте за рояль, покажите, как нужно сочинять!» «После этого», как говорит Козлова, «Антонова „клевали“, но уже поменьше». Совместно с Антоновым Танич написал только две песни, но «Зеркало» называл одной из самых любимых, а другим их общим хитом — «Не забывай» («Мечта сбывается») — Антонов любит завершать свои концерты.
Одной из самых любимых своих песен Танич называл и написанную совместно с Серафимом Туликовым патриотическую песню «Признание в любви». Он полностью отвергал конъюнктуру и долго шёл к этой серьёзной теме.
Уроженец Сахалина Игорь Николаев, приехав в Москву, часто бывал в доме Танича и его жены Лидии Козловой, на чьи стихи написал свой первый хит «Айсберг». Сотрудничал он и с самим Таничем; основой хита «Комарово» стало стихотворение из подаренного поэтом сборника.
В 1985 году Танич помог Владимиру Кузьмину, который благодаря песне на его стихи впервые выступил в конкурсе «Песня года». В середине 1980-х годов Танич стал сочинять стихи для самых популярных тогда композиторов — Давида Тухманова и Раймонда Паулса. Он хотел помочь и Александру Барыкину, который со своей группой «Карнавал» первым записал совместную песню Паулса и Танича «Три минуты». Тем не менее песня, видимо, не нравилась Барыкину; он спел её без каких-либо эмоций. И известными «Три минуты» стали в исполнении Валерия Леонтьева. Игорь Саруханов снял свой первый видеоклип на собственную песню «Парень с гитарой», автором стихов которой был Танич. В 1991 году он написал стихи к песне Александра Малинина «Новая звезда», которую вместе со всеми звёздами исполнил 6-летний Ваня Попов.
В дальнейшем Танич сотрудничал с Алёной Апиной, которую поэт считал «своей певицей», как и Ларису Долину, с композитором Русланом Горобцом, Аркадием Укупником, Вячеславом Малежиком, продолжал своё давнее сотрудничество с Эдитой Пьехой. Организовал группу «Лесоповал», лидером которой был композитор и певец Сергей Коржуков, трагически погибший в 1994 году. Группа получила второе рождение через год благодаря новому солисту Сергею Куприку и композитору, аранжировщику, мультиинструменталисту Александру Федоркову, хотя, по мнению некоторых, она дискредитировала Танича.

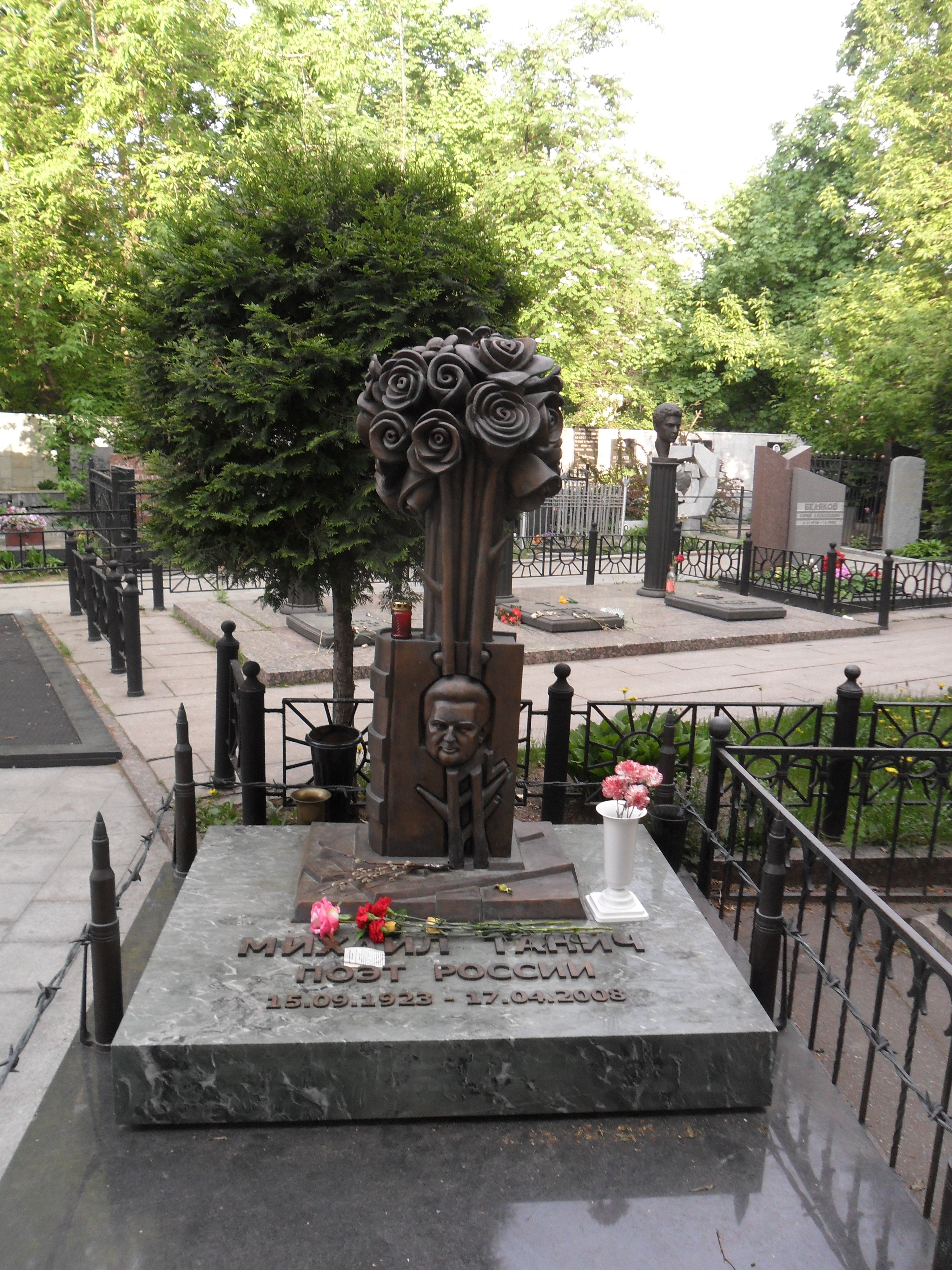
Памятник
на Ваганьковском кладбище

Блатняком песни «Лесоповала» назвала и журналистка Капитолина Деловая. Журналистка Соня Соколова, адресуя своё суждение также и композиторам, подтвердила: «…а что это, как не блатняк?..».
«Лесоповал» был главным проектом Михаила Танича в конце его жизни. Группа выпустила шестнадцать номерных альбомов (последний — уже после смерти Танича), поэт написал для них больше 300 песен. После смерти Коржукова песни на стихи Танича писали как известные композиторы, так и музыканты группы. «Лесоповал» стал чаще отходить от так называемого русского шансона, Танич и Федорков написали песню «Был пацан…» о солдате, погибшем на чеченской войне.
«Лесоповал» продолжает выступать и записываться и после смерти своего продюсера (как говорит Лидия Козлова, он был не продюсером, а отцом), несмотря на уход Федоркова и Куприка. По её же словам, Танич оставил много стихов для песен.
В 2000 году Михаил Танич снялся в клипе на свою песню «Теплоход прогулочный» (муз. Рустама Неврединова) в исполнении Валерия Сюткина.
А в 2004 году Сюткин выпустил видеоклип со своей песней «Красавчик», слова которой Танич написал специально для Сюткина в качестве компенсации за проигранную партию в бильярд.
В 2005 году Танич появился в клипе своего детища «Лесоповал» на песню «Было трое нас дружков».
В 2005 году записана совместная дуэтная песня Александра Добронравова с Михаилом Таничем «Мужики как мужики» (автор музыки — А. Добронравов, автор стихов — М. Танич). А в 2013 году Александр Добронравов выпустил альбом «Территория любви» на стихи Михаила Танича.
Танич был членом Союза писателей СССР с 1968 года, автором почти двадцати сборников. Итоговый сборник стихотворений «Жизнь» издал в 1998 году, тогда же выпустил первый песенный сборник «Погода в доме». В 2000 году вышла в свет книга мемуаров «Играла музыка в саду» (издательство «Вагриус», серия «Мой 20 век»). Эту книгу Танич писал (или, скорее, диктовал) в больнице, будучи уже тяжело больным.
Последнее публичное мероприятие, в котором принял участие Михаил Исаевич, состоялось 29 марта 2008 года в Государственном Кремлёвском дворце на церемонии вручения премии «Шансон года». Уже тогда поэт был тяжело болен, однако нашёл в себе силы выйти на сцену.
Михаил Танич умер 17 апреля 2008 года на 85-м году жизни в Москве, причиной смерти стали хроническая почечная недостаточность и длительное онкологическое заболевание. Похоронен 19 апреля 2008 года на 25-м участке (за зданием колумбария) Ваганьковского кладбища в Москве.

## Отзывы
Владимир Высоцкий, неоднократно высказывая своё негативное отношение к массовой культуре вообще и эстрадной песне в частности, часто приводил в пример песню «Белый свет» как пример текста, не несущего абсолютно никакой смысловой нагрузки, эдакие стихи ради стихов: «…многие эстрадные песни, ну просто это… некоторые есть примеры ну такого непотребства, что даже диву даёшься, думаешь, почему там… Например, я всегда привожу в пример: „На тебе сошёлся клином белый свет, на тебе сошёлся клином белый свет, на тебе сошёлся клином белый свет… И мелькнул за поворотом санный след… Я могла бы побежать за поворот…“ только, там чтой-то не даёт. Не помню, возраст или что-то другое… И что самое удивительное, там два автора текста, значит, один не справился — очень сложные мысли они излагают, значит, двое их». Имелись в виду совместно написавшие стихи Михаил Танич и Игорь Шаферан. Танич возмущался: «Дай Бог мне написать ещё раз такую всенародно любимую песню! Её спел 170-миллионный хор! Такие песни неподсудны, но Высоцкий лишь посмеялся над нами». В своей книге Танич очень хорошо отозвался об Александре Галиче и Булате Окуджаве, однако Высоцкого упомянул только по этому поводу, ничего не написав о своём отношении к его творчеству. Тем не менее, в 1998 году группа «Лесоповал» приняла участие в сборном концерте, посвящённом 60-летию со дня рождения Высоцкого в спорткомплексе «Олимпийский», и их выступление было признано одним из лучших[кем?].

## Семья
- Жена — Лидия Николаевна Козлова (род. 19 ноября 1937), поэт-песенник. Дочери — Светлана Михайловна Козлова и Инга Михайловна Козлова. Внуки — Лев и Вениамин.
- Дядя — Марк Борисович (Мордехай Борухович) Траскунов (1906—1989)[33], уроженец Мариуполя[34], историк, фронтовой корреспондент, кавалер ордена Красной Звезды, автор монографий и научных трудов по истории революционного движения в Закавказье и боевого пути Закавказского фронта.

## Песни на стихи М. Танича
- «А ду ю спик» (муз. А. Добронравова) — группа «Лесоповал»
- «А любовь права» (муз. Е. Мартынова) — Евгений Мартынов, Галина Невара
- «А ты не лётчик» (муз. Н. Ступишиной) — Наталья Ступишина (Анка)
- «Айседора» (муз. Е. Ваниной) — исп. Александр Малинин
- «Ангел» (муз. И. Николаева) — исп. Александр Кальянов
- «Анка» (муз. И. Азарова) — исп. Наталья Ступишина
- «Анка в Америке» (муз. Н. Ступишиной) — исп. Наталья Ступишина
- «Анка в Думе» (муз. Н. Ступишиной) — исп. Наталья Ступишина
- «Анка-нэп» (муз. Н. Ступишиной) — исп. Наталья Ступишина
- «Анютины глазки» (муз. Н. Ступишиной) — исп. Наталья Ступишина
- «Арбузы-гарбузы» (муз. А. Добронравова) — исп. Александр Добронравов
- «Аты-баты» (муз. В. Мигули) — лауреат Песня-79, исп. Эдуард Хиль, ВИА «Пламя» (солист — Вячеслав Малежик)
- «Аэлита» (муз. Р. Майорова) — исп. Олег Анофриев (инстр. ансамбль О. Анофриева)
- «Аэропорт» (муз. Р. Горобца) — исп. Александр Барыкин
- «Ау» (муз. Н. Богословского) — исп. Валерий Золотухин (к/ф «Берега»)
- «Базара нет» (муз. А. Федоркова) — исп. группа «Лесоповал»
- «Балалайка» (муз. И. Николаева) — исп. Алла Пугачёва
- «Баня» (муз. Д. Тухманова) — исп. ВИА «Веселые ребята» (солист — Владимир Сёмин)
- «Бархатный сезон» (муз. Р. Паулса) — исп. Валерий Леонтьев
- «Белая черёмуха» (муз. Н. Ступишиной) — исп. Наталья Ступишина
- «Белый лист» (муз. Микк Тарго) — исп. Марью Ляник
- «Белый свет» (″На тебе сошёлся клином белый свет…″) (муз. О. Фельцмана — сл. М. Танича и И. Шаферана) — исп. Эдита Пьеха и ансамбль «Дружба», Иосиф Кобзон, Фрида Боккара, Капиталина Лазаренко, Ольга Воронец, Ирина Аллегрова
- «Берега» (муз. Н. Богословского) — исп. Вокальный квартет «Улыбка»
- «Билет на самолёт» (муз. А. Укупника) — исп. Алёна Апина
- «Бля» (муз. С. Коржукова) — исп. группа «Лесоповал»
- «Брачная газета» (муз. С. Коржукова) — исп. группа «Лесоповал»
- «Буду» («Маленький кораблик») (муз. С. Алиевой) — лауреат Песня-86, исп. Радмила Караклаич
- «Будь первым» (муз. Р. Горобца) — исп. Ольга Зарубина
- «Будь, что будет» (муз. Я. Френкеля) — исп. Аида Ведищева
- «Бывают жизни дни» (муз. Никита Богословский) — исп. Лев Лещенко (к/ф «День да ночь»)
- «Был пацан…» (муз. А. Федоркова) — исп. группа «Лесоповал», Иосиф Кобзон, Любэ (в исполнении последних песня называется «Мент»)
- «В заброшенной таверне» (муз. Р. Паулса) — исп. Лайма Вайкуле
- «В саду играет музыка» (муз. В. Мигули) — исп. Владимир Мигуля
- «Вечеринка» (муз. Е. Кобылянского) — исп. Алёна Апина
- «Винторез» (муз. И. Слуцкого) — исп. группа «Лесоповал»
- «Витёк» (муз. И. Демарина) — исп. Игорь Демарин, Любовь Успенская
- «Вишня» (Е. Дога) — исп. Лариса Долина
- «Влюблённый гарнизон» (муз. Я. Френкеля) — исп. Валентин Будилин
- «Возьми меня с собой» (муз. А. Мажукова) — исп. Анне Вески, Любовь Успенская
- «Воробьи» (муз. Н. Ступишиной) — исп. Наталья Ступишина
- «Воровской закон» (муз. С. Коржукова) — исп. группа «Лесоповал»
- «Воруй, Россия!» (муз. С. Коржукова) — исп. группа «Лесоповал»
- «Вредная привычка» (муз. А. Добронравова) — исп. группа «Лесоповал»
- «Входи» (муз. А. Журбина) — исп. Павел Смеян
- «Выдумал тебя» (муз. Е. Мартынова) — исп. Евгений Мартынов
- «Год за два» (муз. С. Коржукова) — исп. группа «Лесоповал»
- «Годы не стареют» (муз. А. Мажукова) — исп. Лев Лещенко
- «Голубика» (муз. Р. Горобца) — исп. группа «Лесоповал»
- «Гости» (муз. Р. Горобца) — исп. Лариса Долина
- «Группа крови» (муз. Р. Горобца) — исп. Лариса Долина
- «Гуси-лебеди» (муз. Я. Френкеля) — исп. вокальный квартет «Советская песня», Тульский государственный хор
- «Да-да-да-да» (муз. В. Матецкого) — исп. ВИА «Весёлые ребята» (солист — Александр Буйнов)
- «Дарю тебе Москву» (муз. Д. Тухманова) — исп. ВИА «Пламя», ВИА «Надежда», Лариса Долина
- «Дачный роман» (муз. В. Быстрякова) — исп. Валерий Леонтьев
- «Двое» (муз. В. Раинчика) — исп. ВИА «Верасы»
- «Дворы» (муз. В. Матецкого) — исп. Юрий Березин
- «Девочка секонд-хэнд» (муз. А. Пугачёвой) — исп. Алла Пугачёва
- «Девятиметровушка» (муз. С. Коржукова) — исп. Алёна Апина
- «Девятое мая» (муз. С. Павлиашвили) — исп. Сосо Павлиашвили
- «Дельфины» (муз. И. Словесника) — исп. Илья Словесник
- «Держи удар» (муз. А. Добронравова) — исп. Александр Добронравов
- «День любви» (муз. А. Добронравова) — исп. Александр Добронравов
- «Детектив» («Спасите, спасите, спасите…») (муз. В. Шаинского) — исп. Тынис Мяги и группа «Мьюзик сейф»
- «Диета» (муз. Р. Горобца) — исп. Лариса Долина
- «Днём и ночью» (муз. Ю. Саульского) — исп. ВИА «Добры молодцы»
- «Дождь» (муз. К. Брейтбурга) — исп. Алёна Апина
- «Дом у дороги» (муз. Р. Горобца) — исп. Семён Канада
- «Домовой» (муз. Л. Мерабова) — исп. Клавдия Шульженко
- «До свидания» (муз. Р. Горобца) — исп. Лариса Долина
- «Доска Почёта» (муз. С. Коржукова) — исп. группа «Лесоповал»
- «ДПС» (муз. А. Добронравова) — исп. Александр Добронравов
- «Друг погиб» (муз. А. Добронравова) — исп. Александр Добронравов
- «Если бы…» (муз. В. Мигули) — исп. Владимир Мигуля
- «Есть закон у тайги» (муз. Н. Богословского) — исп. ВИА «Красные маки»
- «Жены рыцарей» (муз. В. Малежика) — исп. Вячеслав Малежик
- «Женька-спонсор» (муз. Е. Кобылянского) — исп. Алёна Апина
- «Жду приказа» (муз. В. Малежика) — исп. Вячеслав Малежик
- «Живут Магелланы в России» (муз. Я. Френкеля) — исп. Юрий Гуляев
- «Заповедь» (муз. С. Коржукова) — исп. группа «Лесоповал»
- «Загляните на Гаити (Порт-о-Пренс)» (муз. В. Малежика) — исп. Вячеслав Малежик, Валерий Леонтьев
- «Занавес» (муз. Р. Паулса) — исп. Валерий Леонтьев
- «Здравствуй и прощай» (муз. С. Муравьёва) — исп. Алиса Мон и группа «Лабиринт»
- «Зеркало» (муз. Ю. Антонова) — исп. ВИА «Красные маки» (солист — Александр Лосев), Юрий Антонов и группа «Аракс»
- «Зима» (муз. А. Добронравова) — исп. группа «Лесоповал», Григорий Лепс
- «Золотое сердце» (муз. И. Демарина) — исп. Игорь Демарин
- «Зона оцепления» (муз. И. Демарина) — исп. Игорь Демарин
- «Играю черными» (муз. С. Сархана) — исп. Сархан Сархан
- «Идёт солдат по городу» (муз. В. Шаинского) — исп. ВИА «Пламя», Лев Лещенко
- «Кажется» (муз. П. Бюль-Бюль оглы) — исп. ВИА «Самоцветы»
- «Как тебе служится?» (муз. Я. Френкеля) — исп. Майя Кристалинская, Ирина Бржевская, Валентина Дворянинова, Валентина Толкунова
- «Калахари» (муз. А. Добронравова) — исп. Александр Добронравов
- «Картина любви» (муз. В. Малежика) — исп. Павел Смеян и Наталья Ветлицкая
- «Картишки» (муз. С. Коржукова) — исп. группа «Лесоповал»
- «Карусель» (муз. Р. Паулса) — исп. Валерий Леонтьев
- «Катись колёсико» (муз. В. Началова) — исп. Юлия Началова
- «Кликуха» (муз. С. Коржукова) — исп. группа «Лесоповал»
- «Когда мы любим» (муз. В. Мигули) — исп. ВИА «Пламя» (солист — Вячеслав Малежик)
- «Когда я приду…» (муз. С. Коржукова) — исп. группа «Лесоповал»
- «Комарово» (муз. И. Николаева) — исп. Игорь Скляр
- «Кони в яблоках» (муз. Д. Тухманова) — исп. группа «Электроклуб» (солист — Виктор Салтыков), группа «Непоседы»
- «Конкурс красоты» (муз. С. Коржукова) — исп. Алёна Апина
- «Королева Марго» (муз. А. Федоркова) — исп. группа «Лесоповал»
- «Король сочиняет танго» (муз. Р. Паулса) — исп. Лайма Вайкуле
- «Кормилец» (муз. Р. Горобца) — исп. группа «Лесоповал»
- «Красавчик» (муз. В. Сюткина) — исп. Валерий Сюткин
- «Красивые женщины» (муз. А. Добронравова) — исп. Александр Добронравов
- «Кума» (муз. С. Коржукова) — исп. группа «Лесоповал»
- «Лесом, полем» (муз. В. Малежика) — исп. Вячеслав Малежик
- «Лесоповал» (муз. С. Коржукова) — исп. группа «Лесоповал»
- «Лесорубы» (муз. А. Островского) — исп. Эдуард Хиль
- «Листопад» (муз. Р. Неврединова) — исп. Журга (Галина Журавлёва)
- «Личное свидание» (муз. А. Федоркова) — исп. группа «Лесоповал»
- «Любить обещаю» (муз. Р. Горобца) — исп. Филипп Киркоров
- «Любо-дорого» (муз. А. Мажукова) — исп. ВИА «Пламя»
- «Любовь — кольцо» (муз. Я. Френкеля) — исп. Нина Бродская
- «Любовь начинается просто» (Е. Дога) — исп. Лариса Долина
- «Мама» (муз. А. Добронравова) — исп. Александр Добронравов с сыновьями Даниилом, Андреем и Дмитрием
- «Мама-улица» (муз. И. Слуцкого) — исп. группа «Лесоповал»
- «Марадона» (муз. Р. Горобца) — исп. Анне Вески
- «Мармеладная сказка» (муз. В. Малежика) — исп. ВИА «Пламя»
- «Массовка» (муз. Б. Тимура) — исп. Наталья Ступишина
- «Маяк» (муз. Р. Паулса) — исп. Валерий Леонтьев
- «Медовый месяц» (муз. В. Мигули) — исп. Владимир Мигуля
- «Мир» (муз. А. Добронравова) — исп. Александр Добронравов
- «Мне красивого не надо» (муз. Э. Ханка) — исп. Александра Стрельченко, вокальный квартет «Улыбка»
- «Мои проблемы» (муз. А. Укупника) — исп. Лариса Долина
- «Молитва» (муз. С. Коржукова) — исп. группа «Лесоповал»
- «Морская песенка» (муз. Ю. Саульского) — исп. Лев Лещенко
- «Моряк сошёл на берег» (муз. А. Островского — сл. М. Танича и И. Шаферана) — исп. Эдуард Хиль
- «Москвичка» (муз. Р. Горобца) — исп. Лариса Долина
- «Московский самолёт» (муз. А. Добронравова) — исп. Александр Добронравов
- «Мост качается» (муз. И. Азарова) — исп. Игорь Азаров, Ольга Зарубина
- «Мужики как мужики» (муз. А. Добронравова) — исп. Михаил Танич и Александр Добронравов
- «На последнем сеансе кино» (муз. В. Малежика) — исп. Вячеслав Малежик
- «На дальней станции сойду» (муз. В. Шаинского) из к/ф «По секрету всему свету» — исп. ВИА «Пламя», Геннадий Белов
- «Надёжный человек» (муз. А. Добронравова) — исп. Иосиф Кобзон, Александр Добронравов
- «Назови меня красавицей» (муз. В. Шаинского) — исп. Татьяна Анциферова
- «Накрой мне плечи» (муз. Р. Паулса) — исп. Лайма Вайкуле
- «Налог» (муз. С. Коржукова) — исп. группа «Лесоповал»
- «На последнем сеансе кино» (муз. Е. Доги) — исп. Лариса Долина
- «Наш дом Россия» (муз. И. Николаева) — исп. Людмила Зыкина и Игорь Николаев
- «Наша дискотека» (муз. В. Раинчика) — исп. ВИА «Верасы»
- «Наша жизнь» (муз. А. Добронравова) — исп. группа «Лесоповал», Александр Добронравов
- «Наша песня» (муз. В. Гамалия) — исп. ВИА «Весёлые ребята» (солист — Александр Лерман)
- «Наши девчонки» (муз. Я. Френкеля) — исп. Виктор Вуячич
- «Не жалей» (муз. С. Намина) — исп. группа Стаса Намина (солист — Александр Лосев)
- «Не забывай» (муз. Ю. Антонова) — исп. Юрий Антонов и группа «Аракс»
- «Незабудки-одуванчики» (муз. Р. Горобца) — исп. ВИА «Веселые ребята» (солист — Алексей Глызин)
- «Нелюдимая» (муз. А. Басилая) — исп. Николай Караченцов
- «Не обижайся» (муз. В. Добрынина) — исп. ВИА «Синяя птица» (солисты — Сергей Дроздов, Юрий Метёлкин, Евгения Завьялова)
- «Не привыкай» (муз. С. Коржукова) — исп. Алёна Апина
- «Не раскачивай лодку» (муз. В. Преснякова-старшего) — исп. Александр Кальянов
- «Не сказать, что люблю…» (муз. А. Добронравова) — исп. Александр Добронравов
- «Не теряйте любимых» (муз. И. Словесника) — исп. Илья Словесник
- «Неточка Незванова» (муз. С. Коржукова) — исп. группа «Лесоповал»
- «Не хлопай дверью» (муз. Р. Паулса) — исп. Лайма Вайкуле
- «Новая звезда» (муз. А. Малинина) — исп. Ваня Попов, Александр Малинин, Лайма Вайкуле, Александр Серов, Лариса Долина, Валерий Леонтьев, Алла Пугачева и Сергей Челобанов
- «Новоселье» (муз. С. Коржукова) — исп. группа «Лесоповал»
- «Ноль градусов» (муз. Р. Горобца) — исп. Лариса Долина
- «Норильск» (муз. Д. Тухманова) — исп. Феликс Царикати
- «Ну что тебе сказать про Сахалин?» (муз. Я. Френкеля) — исп. Ян Френкель, Юрий Визбор
- «Обижаюсь» (муз. Р. Горобца) — исп. Лариса Долина
- «Объяснение в любви» (муз. А. Укупника) — исп. Алёна Апина
- «Одесса» (муз. В. Матецкого) — исп. группа «Маки» (солист — Константин Семченко)
- «Одесса» (муз. А. Укупника) — исп. Аркадий Укупник
- «Ожидание любви» (муз. В. Матецкого) — исп. Екатерина Семёнова и Алексей Глызин)
- «Осенние цветы» (муз. Б. Тимура) — исп. Наталья Ступишина
- «Палаточный город» (муз. О. Фельцмана) — исп. Иосиф Кобзон
- «Парень из нашего города» (муз. С. Коржукова) — исп. Алёна Апина
- «Парень с гитарой» (муз. И. Саруханова) — исп. Игорь Саруханов
- «Пароходы» (муз. И. Николаева) — исп. Валерий Леонтьев, Игорь Николаев
- «Паутиночка» (муз. Л. Лядовой) — исп. Людмила Зыкина, Нина Пантелеева, Валентина Толкунова
- «Папарацци» (муз. А. Добронравова) — исп. Александр Добронравов
- «Пельменная на Пятницкой» (муз. А. Добронравова) — исп. группа «Лесоповал»
- «Первая любовь» (муз. С. Алиевой) — исп. Любовь Привина
- «Первая обида» (муз. А. Укупника) — исп. Анжелика Варум
- «Первый срок» (муз. А. Федоркова) — исп. группа «Лесоповал»
- «Переменные дожди» (муз. Р. Горобца) — исп. Алексей Глызин
- «Песенка друзей» (муз. А. Бабаджаняна) — исп. Анатолий Королёв
- «Песня нашего лета» (муз. В. Матецкого) — исп. София Ротару и ВИА «Веселые ребята»
- «Песня Нептуна» (Е. Дога) — исп. Лариса Долина
- «Песня о дружбе» (муз. Н. Богословского) — исп. ВИА «Самоцветы»
- «Песня о кино» (муз. Я. Френкеля) — исп. Марк Бернес
- «Петька» (муз. И. Азарова) — исп. Наталья Ступишина
- «Письмо учительнице» (муз. Я. Френкеля) — исп. Владимир Макаров, Геннадий Каменный
- «Платок» (муз. С. Муравьёва) — исп. Алиса Мон и группа «Лабиринт»
- «Повезло!» (муз. Е. Мартынова) — исп. Евгений Мартынов
- «Побег» (муз. С. Коржукова) — исп. группа «Лесоповал»
- «По грибы» (муз. В. Гамалия) — исп. Алла Пугачёва, Анна Герман, Гелена Великанова
- «Погляди мне в глаза» (муз. И. Духовного) — исп. группа «Лесоповал»
- «Погода в доме» (муз. Р. Горобца) — исп. Лариса Долина
- «Подорожник» (муз. С. Муравьёва) — лауреат Песни-88, исп. Алиса Мон и группа «Лабиринт»
- «Подружка» (муз. И. Демарина) — исп. Ирина Аллегрова
- «Позволяю» (муз. А. Добронравова) — исп. группа «Лесоповал»
- «Пол-коечки» («Рябиновая настойка»)(муз. С. Коржукова) — исп. Алёна Апина, Любовь Успенская
- «Политпросвет» («Товарищ Фурманов») (муз. И. Азарова) — исп. Наталья Ступишина
- «Помни обо мне» (муз. С. Муравьёва) — исп. Алиса Мон и группа «Лабиринт»
- «По морозу, по зиме» (муз. З. Бинкина) — исп. ВИА «Самоцветы»
- «Попевочки» (муз. А. Добронравова) — исп. Александр Добронравов
- «Попутка» (муз. С. Коржукова) — исп. Алёна Апина
- «Посылочки» (муз. С. Коржукова) — исп. группа «Лесоповал»
- «Посторонние» (муз. Микк Тарго) — исп. Марью Ляник
- «Потерянный рай» (муз. Д. Тухманова) — исп. группа «Карнавал» (солист — Александр Барыкин)
- «Похожа на мечту» (муз. В. Кузьмина) — исп. Владимир Кузьмин
- «Почему я сказала вам нет?» (муз. И. Азарова) — исп. Эдита Пьеха
- «Прекрасна Родина зимой» (муз. А. Добронравова) — исп. группа «Лесоповал», Александр Добронравов
- «Признание в любви» (муз. С. Туликова) — исп. Виктор Вуячич, Людмила Зыкина, Майя Кристалинская
- «Притяжение любви» (муз. Р. Паулса) — исп. Валерий Леонтьев
- «Причесочки» (муз. А. Федоркова) — исп. группа «Лесоповал»
- «Провинциалка» (муз. В. Малежика) — исп. Вячеслав Малежик
- «Проводы любви» (муз. Г. Мовсесяна) — исп. Вахтанг Кикабидзе
- «Проехали» (муз. Р. Горобца) — исп. Лариса Долина
- «Пропиши меня, Москва!» (муз. С. Коржукова) — исп. Алёна Апина
- «Прости меня» (муз. А. Укупника) — исп. Ирина Понаровская, Лариса Долина, Ирина Круг
- «Простой сюжет» (муз. В. Кузьмина) — исп. Владимир Кузьмин
- «Просто танго» (муз. Р. Горобца) — исп. Лариса Долина
- «Прощай, местечко Кишинев» (муз. М. Мармара) — исп. Миша Мармар
- «Птичий рынок» (муз. С. Коржукова) — исп. группа «Лесоповал»
- «Раба любви» (муз. Р. Горобца) — исп. Надежда Чепрага
- «Радовать» (муз. А. Днепрова) — исп. Анатолий Королёв, Анатолий Днепров, Сосо Павлиашвили
- «Радуга» (муз. А. Флярковского) — исп. Эдита Пьеха и ансамбль «Дружба», Валентина Толкунова
- «Разберёмся» (муз. Р. Горобца) — исп. Яак Йоала
- «Развод» (муз. С. Коржукова) — исп. группа «Лесоповал»
- «Разгорелась заря» (муз. В. Добрынина) — исп. Надежда Кадышева
- «Разгуляй» (муз. Р. Горобца) — исп. Ольга Зарубина
- «Ревнуй меня» (муз. Р. Горобца) — исп. Лариса Долина
- «Ресторан» (муз. Р. Горобца) — исп. Лариса Долина
- «Ринг» (муз. А. Барыкина) — исп. группа «Карнавал» (солист — Александр Барыкин)
- «Рита-Рита-Маргарита-Маргаритка» (муз. А. Укупника) — исп. Аркадий Укупник, Александр Добрынин
- «Робот» (муз. Л. Мерабова) — исп. Алла Пугачёва
- «Росинка» (муз. О. Молчанова) — исп. Алёна Апина
- «Россиюшка» (муз. А. Добронравова) — исп. Александр Добронравов
- «Рыцарская песня» (муз. В. Шаинского) — исп. Татьяна Кочергина
- «Рябиновая настоечка» (муз. С. Коржукова) — исп. Алёна Апина, Любовь Успенская
- «С тобой» (муз. В. Шаинского) — исп. ВИА «Поют гитары»
- «Самолёт-самолёт» (муз. О. Иванова) — исп. Лев Лещенко
- «Секундомер» (муз. И. Николаева) — исп. Тынис Мяги и группа «Мьюзик сейф»
- «Семейный альбом» (муз. Д. Тухманова) — исп. Эдита Пьеха, ВИА «Весёлые ребята» (солист — Александр Добрынин)
- «Сентиментальный вальс» (муз. С. Коржукова) — исп. группа «Лесоповал»
- «Симфонический оркестр» (муз. А. Укупника) — исп. Аркадий Укупник
- «Синие дожди» (муз. Г. Мовсесяна) — исп. ВИА «Пламя»
- «Скажи мне всё» (муз. А. Басилая) — исп. ВИА «Иверия» (солист — Манана Тотадзе)
- «Скоро мне выходить» (муз. С. Коржукова) — исп. группа «Лесоповал»
- СМС (муз. И. Демарина) — исп. Игорь Демарин
- «Снежный человек» (муз. В. Раинчика) — исп. ВИА «Верасы»
- «Соловьи» (муз. И. Духовного) — исп. группа «Лесоповал»
- «Спасибо вам, люди» (муз. Э. Колмановского) — исп. Людмила Сенчина
- «Спецмолоко» (муз. С. Коржукова) — исп. группа «Лесоповал»
- «Стамбул» (муз. С. Коржукова) — исп. группа «Лесоповал»
- «Старый боцман» (муз. И. Николаева) — исп. Валерий Леонтьев
- «Стена» (муз. А. Укупника) — исп. Лариса Долина
- «Столовка» (муз. А. Федоркова) — исп. группа «Лесоповал»
- «Столыпинский вагон» (муз. С. Коржукова) — исп. группа «Лесоповал»
- «Сто первый километр» (муз. А. Федоркова) — исп. группа «Лесоповал»
- «Страдания» (муз. Я. Френкеля) из к/ф «Белые росы» — исп. Николай Караченцов, Андрей Миронов, ВИА «Верасы»
- «Строгий капрал» («Как хорошо быть генералом») — (муз. В. Гамалия) — исп. Эдуард Хиль, Вадим Мулерман, Владимир Макаров, ВИА «Голубые гитары»
- «Сургут» (муз. А. Добронравова) — исп. Тамара Гвердцители и Александр Добронравов
- «Сухарики» (муз. С. Коржукова) — исп. группа «Лесоповал»
- «Так недавно и давно» (муз. В. Малежика) — исп. Вячеслав Малежик, Альберт Асадуллин
- «Так уж бывает» (муз. Я.Френкель, сл. М. Танича и И. Шаферана) — исп. Майя Кристалинская, Эдита Пьеха и ансамбль «Дружба», Эдуард Хиль, ВИА «Здравствуй, песня»
- «Талисман» (муз. Евгения Жаровского Слова Михаила Танича) — исп. Владимир Трошин.
- «Тамада» (муз. А. Экимяна) — исп. Вахтанг Кикабидзе
- «Танцплощадка» (Е. Дога) — исп. Лариса Долина
- «Текстильный городок» (муз. Я. Френкеля) — исп. Раиса Неменова, Майя Кристалинская, Ян Френкель, Валентина Толкунова и ансамбль «Ткачихи»
- «Телеграмма» (муз. Р. Паулса) — исп. Лайма Вайкуле
- «Теплоход прогулочный» (муз. Р. Неврединова) — исп. Валерий Сюткин
- «Теплушка» (муз. И. Николаев) — исп. Юрий Никулин
- «Терема» (муз. Ю. Логинова) — исп. Александр Кальянов
- «Территория любви» (муз. А. Добронравова) — исп. Александр Добронравов, Александр Малинин
- «Тоннель под Ла-Маншем» (муз. В. Севастьянова) — исп. Анне Вески
- «Тося» (муз. С. Коржукова) — исп. группа «Лесоповал»
- «Три линии» (муз. Р. Горобца) — исп. Надежда Чепрага, Светлана Янковская
- «Три минуты» (муз. Р. Паулса) — исп. группа «Карнавал» (солист — Александр Барыкин), Валерий Леонтьев
- «Три татуировочки» (муз. С. Коржукова) — исп. группа «Лесоповал»
- «Третий звонок» (муз. Р. Горобца) — исп. Лариса Долина
- «Трое» (муз. С. Коржукова) — исп. группа «Лесоповал»
- «Троллейбус на Малую Землю» (муз. В. Махлянкина) — исп. Юрий Богатиков
- «Ты встречай» (муз. Я. Френкеля) — исп. ВИА «Самоцветы»
- «Ты — есть!» (муз. Б. Журавлёва) — исп. Игорь Тальков
- «Ты снишься мне» (муз. Р. Горобца) — исп. Лариса Долина
- «Узелки» (муз. С. Коржукова) — исп. Алёна Апина
- «Улыбнись, Россия!» (муз. И. Демарина) — исп. Игорь Демарин, группа «Лесоповал»
- «Фантомас» (муз. К. Семченко) — исп. группа «Маки» (солист — Константин Семченко)
- «Форточки-лопатники» (муз. С. Коржукова) — исп. группа «Лесоповал»
- «Футбол» (Женихи) (муз. А. Добронравова) — исп. Юлия Началова и Александр Добронравов
- «Хит-парад» (муз. А. Укупника) — исп. Алёна Апина
- «Ходит песенка по кругу» (муз. О. Фельцмана — сл. М. Танича и И. Шаферана) — исп. Эдуард Хиль, Нина Дорда
- «Хороший парень» (муз. И. Азарова) — исп. Игорь Азаров
- «Хочу быть любимой» (муз. Р. Горобца) — исп. Лариса Долина
- «Хочу в круиз» (муз. И. Демарина) — исп. Игорь Демарин
- «Цветные сны» (муз. В. Шаинского) — исп. Муслим Магомаев, ВИА «Верасы»
- «Цимес» (муз. А. Добронравова) — исп. Александр Добронравов
- «Чечёточка» (муз. А. Добронравова) — исп. Александр Добронравов
- «Чёрное и белое» из т/ф «Большая перемена» (муз. Э. Колмановского) — исп. Светлана Крючкова
- «Чёрные пальчики» (муз. С. Коржукова) — исп. группа «Лесоповал»
- «Чёрный кот» (муз. Ю. Саульского) — исп. Тамара Миансарова, группа «Браво»
- «Чертаново» (муз. В. Матецкого) — исп. ВИА «Весёлые ребята» (солист — Александр Буйнов)
- «Что-нибудь для души» (муз. Д. Тухманова) — исп. Лев Лещенко
- «Чудо-земля» (муз. Д. Тухманова) — исп. группа «Маки» (солист — Константин Семченко), Валерий Леонтьев, группа «Гроно» (Солисты Тарас Петриненко и Татьяна Горобец)
- «Шалава» (муз. С. Коржукова) — исп. группа «Лесоповал»
- «Щипачи» (муз. С. Коржукова) — исп. группа «Лесоповал»
- «Я Вас люблю» (муз. И. Азарова) — исп. Эдита Пьеха
- «Я верю!» (муз. В. Малежика) из к/ф «Один за всех!» — исп. Николай Караченцов
- «Я куплю тебе дом» («А белый лебедь на пруду качает павшую звезду…») (муз. С. Коржукова) — исп. группа «Лесоповал»
- «Я люблю мою Москву» (муз. Н. Пескова) — исп. Олег Анофриев
- «Я не звоню» (муз. В. Кузьмина) — исп. Владимир Кузьмин
- «Я оттуда…» (муз. А. Добронравова) — исп. группа «Лесоповал»
- «Ящики почтовые» (муз. И. Саруханова) — исп. Игорь Саруханов

Из песен Сергея Коржукова и группы «Лесоповал» включены (из-за большого количества) только те, которые вошли в двойной CD «Лучшие песни» или же были исполнены на последнем концерте группы с Коржуковым (также изданном на двойном CD). Упомянуты все песни первого и второго составов, вошедшие в сборник серии «Легенды русского шансона», а также все заглавные песни номерных альбомов второго состава. Песни «Был пацан…» и «Неточка Незванова» упомянуты, потому что о них говорится в статье.

## Известные детские песни на стихи М. Танича
- «Когда мои друзья со мной» (муз. В. Шаинского) — исп. Большой детский хор Всесоюзного радио и Центрального телевидения, солист Дима Голов
- «По секрету всему свету» (муз. В. Шаинского) — исп. Большой детский хор Всесоюзного радио и Центрального телевидения, солист Дима Викторов
- «Ловите крокодилов» (муз. В. Шаинского) — исп. Игорь Скляр
- «Взрослые и дети» (муз. В. Шаинского) — исп. Ирина Муравьёва
- «Из чего наш мир состоит» (муз. Б. Савельева) — исп. Большой детский хор Всесоюзного радио и Центрального телевидения, солисты: Дима Машнин (1989), Екатерина Семёнова (1990)[35]
- «Песенка про папу» (муз. В. Шаинского) — исп. Большой детский хор Всесоюзного радио и Центрального телевидения, солист Дима Голов

## Песенная фильмография
1. 1966 — Женщины
2. 1967 — Таинственный монах
3. 1972 — Большая перемена
4. 1973 — Берега
5. 1973 — Жили три холостяка
6. 1973 — Неисправимый лгун
7. 1973 — Разные люди
8. 1973 — С весельем и отвагой
9. 1974 — Ваши права
10. 1974 — Потому что люблю
11. 1974 — Здравствуйте, доктор!
12. 1974 — Пётр Мартынович и годы большой жизни
13. 1976 — По секрету всему свету
14. 1976 — «SOS» над тайгой
15. 1977 — Волшебный голос Джельсомино
16. 1977 — По семейным обстоятельствам
17. 1977 — Три весёлые смены
18. 1977 ― Хочу быть министром
19. 1978 — Расписание на послезавтра
20. 1979 — Кто получит приз?
21. 1979 — Удивительные приключения Дениса Кораблёва
22. 1981 — Ожидание (ТВ)
23. 1981 — Берегите женщин
24. 1982 — 4:0 в пользу Танечки
25. 1983 — Белые росы
26. 1984 — Свадьба соек
27. 1985 — Танцплощадка
28. 1987 — Монолог о любви
29. 1996 — Старые песни о главном-2

## Клипы
- 2000 — «Теплоход прогулочный» (исп. Валерий Сюткин).

## Память
- 20 апреля 2008 года память страстного болельщика футбольного клуба ЦСКА, автора строк «Армия должна быть первой, / Армия не может быть второй», почтили минутой молчания перед матчем 6-го тура Чемпионата России.
- С 2010 года имя Михаила Танича носит речное круизное судно[36].
- 9 мая 2012 года на своём сольном концерте в Санкт-Петербурге народный артист России Александр Розенбаум спел свою новую песню «Заколбасило», которую посвятил памяти Михаила Танича.
- 13 сентября 2013 года в Таганроге на площадке возле Дворца молодежи заложен мемориальный знак на месте будущего памятника поэту[37]. Также имя Танича носит улица в Таганроге.

#### Документальные фильмы и телепередачи
- «Михаил Танич. „Последнее интервью“» («Первый канал», 2008)[38]
- «Михаил Танич. „Ещё раз про любовь“» («ТВ Центр», 2011)[39]
- «Михаил Танич. „Последнее море“» («Первый канал», 2013)[40][41]
- «Михаил Танич. „На тебе сошёлся клином белый свет…“» («Первый канал», 2018)[42][43]
- «Михаил Танич. „Не забывай“» («Первый канал», 2019)[44]

## Некоторые песни на youtube
- «Идет солдат по городу»
- «Идет солдат по городу» на иврите
- «Черное и белое»
- «На дальней станции сойду»
- «Комарово»
- «Когда мои друзья со мной»
- «Зеркало»
- «Я куплю тебе дом»
- «Ну что тебе сказать про Сахалин»

## Награды и достижения
Государственные награды:
- орден Красной Звезды (29.01.1945)
- орден Славы III степени (19.05.1945)
- орден Отечественной войны I степени (11.03.1985)
- орден Почёта (15 сентября 1998) — за заслуги в области культуры[45]
- Заслуженный деятель искусств России (18 ноября 2000) — за большой вклад в развитие отечественной культуры и искусства[46]
- Народный артист Российской Федерации (15 сентября 2003) — за большие заслуги в области искусства[47]

Другие награды, поощрения и общественное признание:
- Лауреат Юбилейного конкурса «Песня года» (1996)
- Лауреат премии МВД России (1997)
- Лауреат Национальной музыкальной премии «Овация» (1997)
- Почётный гражданин города Таганрога
- Почётный профессор Ростовского государственного строительного университета